# Jacques Flouret
Jacques Flouret (ur. 8 września 1907 w Saint-Maur, zm. 4 października 1973 w Alès) – francuski koszykarz i lekkoatleta, uczestnik Letnich Igrzysk Olimpijskich 1928 i 1936.

## Lekkoatletyka
Na letnich mistrzostwach świata studentów (dzisiejsza Uniwersjada) Flouret zdobył trzy medale: w 1927 srebrne w rzucie oszczepem (z wynikiem 51,35 m) i pięcioboju, trzy lata później był trzeci w pięcioboju.
Podczas igrzysk olimpijskich w Amsterdamie (1928), Flouret wystartował w skoku w dal. W najlepszej próbie kwalifikacyjnej uzyskał wynik 6,64 m, co w łącznej klasyfikacji eliminacji dało mu 28. miejsce. Do finału awansowała jedynie najlepsza szóstka zawodników, więc Francuz zakończył swój udział w tych igrzyskach na eliminacjach.
Trzykrotnie stawał na podium mistrzostw kraju w skoku w dal (brąz w 1927, złoto w 1928 oraz srebro w 1929).
Rekord życiowy w skoku w dal: 7,05 m, ustanowiony w 1927 r.

## Koszykówka
W 1935 r. Flouret uczestniczył w Mistrzostwach Europy w koszykówce, gdzie jego reprezentacja uplasowała się na piątym miejscu. W 1937 r. zdobył brązowy medal Mistrzostw Europy w Koszykówce, odbywających się wówczas w Rydze.
Na igrzyskach w Berlinie reprezentował swój kraj w turnieju koszykówki. Wraz z kolegami zajął ex aequo 19. miejsce.